# Buinsk
Buinsk (ruso: Буинск; tártaro: Bua) es una localidad tártara de 19.736 habitantes según el censo ruso de 2002 (16.800 en el soviético de 1989). 

## Ubicación
Está localizada en la marden izquierda del río Karla, afluente del Sviyaga), a 137 km de Kazán. Es la capital del Distrito de Buinsk

## Historia
Mencionada por primera vez en unas crónicas de 1691, tiene el estatus de ciudad desde 1780.

## Temperaturas
Normalmente en esta ciudad las temperaturas son bajas, siendo las mínimas de -20 °C y las máximas de 16 °C. 